# Cordó al voltant del coll
Un cordó al voltant del coll o voltes de cordó és quan el cordó umbilical s'embolica al coll del fetus. Els símptomes presents en el nadó poc després del part amb voltes de cordó poden incloure inflor de la cara, petèquies facials i sagnat als blanc de l'ull. Les complicacions poden incloure expulsió de meconi, dispnea, anèmia i mort. Els embarassos múltiples s'associen a un major risc.
Es pot sospitar el diagnòstic si hi ha una disminució de la freqüència cardíaca del nadó durant el part. Les voltes de cordó es comproven normalment passant el dit sobre el coll del nadó un cop ha sobresortit el cap. L'ecografia pot detectar-la abans del part.
Si es detecta durant el part, s'ha d'intentar desembolicar el cordó o, si no és possible, subjectar i tallar el cordó. El lliurament pot tenir lloc de forma normal i els resultats generalment són bons. Rarament es pot produir dany cerebral a llarg termini o paràlisi cerebral. Les voltes de cordó es produeixen en aproximadament una quarta part dels parts. Hipòcrates ja va descriure aquest problema cap al 300 aC.

## Galeria

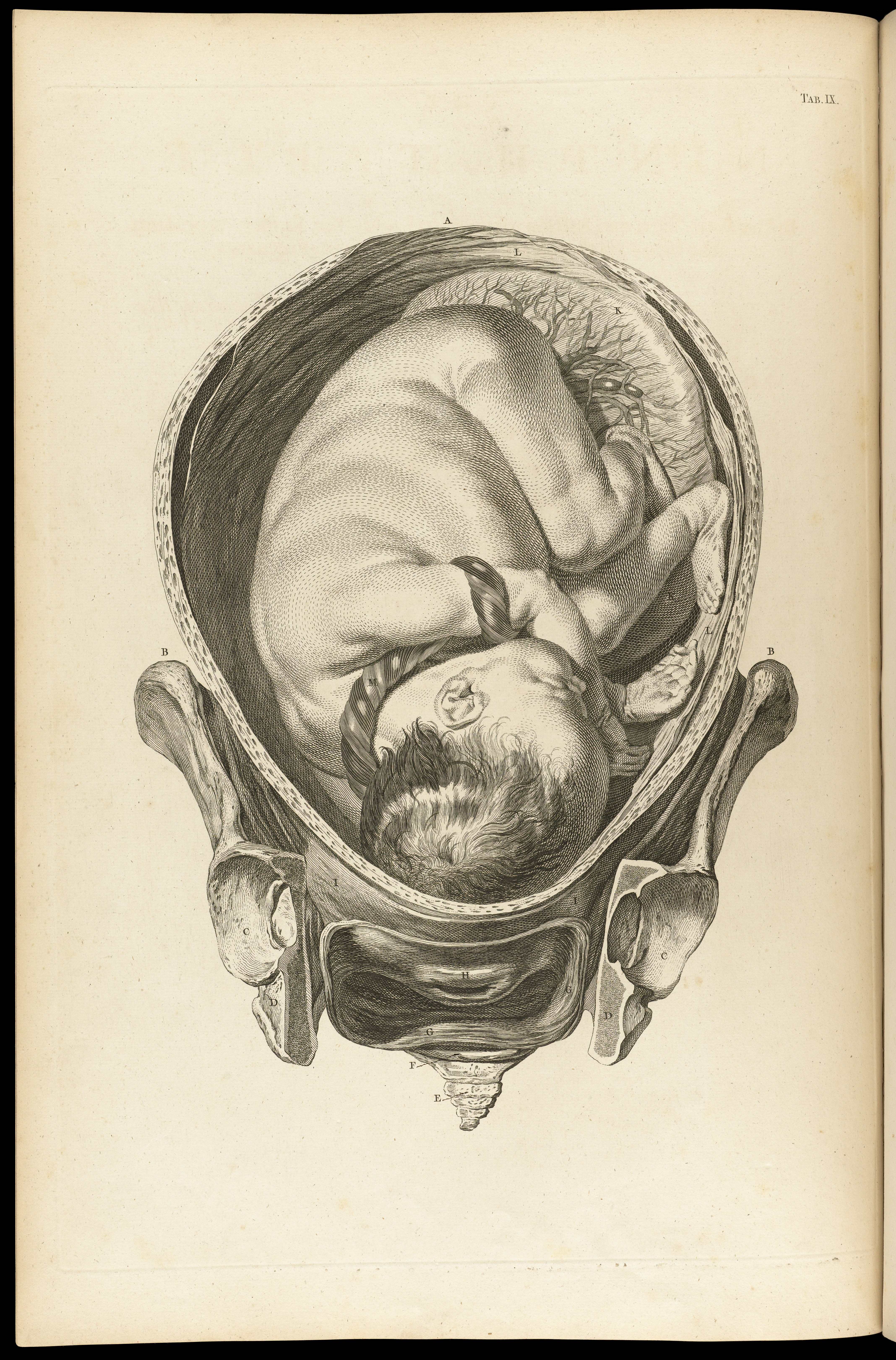
Il·lustració amb voltes de cordó a braç i coll
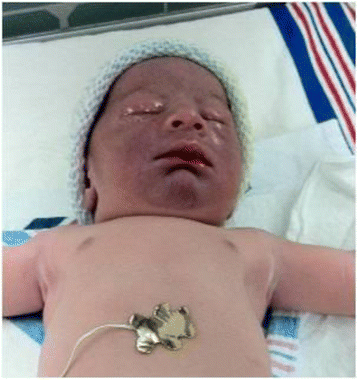
Congestió de la cara
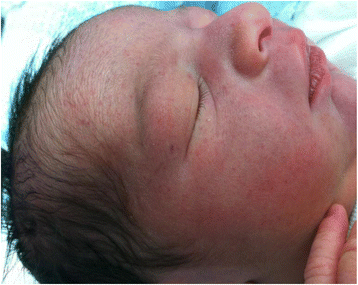
Petèquies a la cara
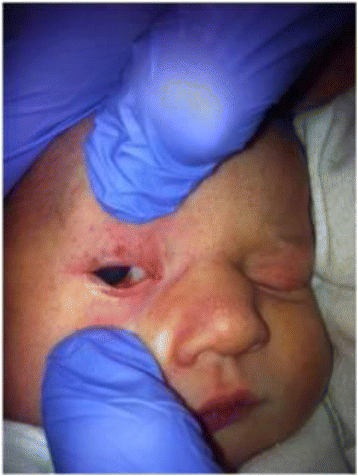
Hemorràgies subconjuntivals